# Prêmio Ester Sabino para Mulheres Cientistas
O Prêmio Ester Sabino para Mulheres Cientistas é um prêmio concedido pelo Governo de São Paulo a pesquisadoras de destaque, buscando valorizar a contribuição de mulheres à ciência em São Paulo. A premiação, instituída em 2021, homenageia em seu nome Ester Sabino, imunologista conhecida por seu trabalho no sequenciamento do SARS-CoV-2.

## Edições

### 2022
Pesquisadora Sênior: Maria Helena de Moura Neves (UNESP/UPM)
Jovem Pesquisadora: Mayara Condé Rocha Murça (ITA)